# Współczynnik wyrazistości
Współczynnik wyrazistości – jedna z używanych w statystyce miar jakości modelu. Współczynnik wyrazistości w mówi, jaką część średniej wartości zmiennej prognozowanej Y stanowi jej odchylenie standardowe reszt dla danego modelu. Model jest tym lepszy, im mniejsza jest wartość w. Współczynnik wyrazistości wyraża się wzorem:
{\displaystyle w={\frac {s}{\overline {y}}}\cdot 100\%,}
gdzie:
{\displaystyle s} – odchylenie standardowe składnika resztowego,
{\displaystyle {\overline {y}}} – średnia wartość zmiennej Y w szeregu czasowym o długości n.